# Reinhard Leue

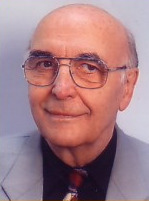
Reinhard Leue (um 2006)

Reinhard Leue (* 4. Juli 1929 in Breslau; † 1. Dezember 2012) war ein deutscher evangelischer Theologe, Publizist, Autor und Chronist. Er war 40 Jahre für die evangelische Kirche aktiv – als Pfarrer, Superintendent und ab 1987 als kirchlicher Leiter der diakonischen Einrichtung in Rothenburg/Oberlausitz. Mit dem Ruhestand betätigte sich Reinhard Leue verstärkt publizistisch und veröffentlichte zahlreiche Bücher und Artikel.

## Leben
Reinhard Leue wuchs in seiner Geburtsstadt Breslau auf. Kriegsbedingt kam er 1945 als Flüchtling nach Leipzig, wo er 1947 das Abitur ablegte. Er studierte von 1947 bis 1952 evangelische Theologie in Leipzig und Berlin und absolvierte 1952/1953 das Predigerseminar in Lückendorf, gefolgt vom Vikariat in Riesa, wo er am 1. November 1953 ordiniert wurde.
Ab 1. Januar 1954 war Leue als Pfarrer tätig: zunächst für die Trinitatiskirchgemeinde in Dresden-Johannstadt, von 1964 bis 1973 für die Christuskirchgemeinde in Görlitz-Rauschwalde. Ab 1973 war er Superintendent im Kirchenkreis Schleusingen (Thüringen), wechselte 1987 nach Rothenburg/Oberlausitz und leitete dort bis zu seiner Emeritierung 1994 das heutige Martinshof Rothenburg Diakoniewerk. Leue hat sich für die Aktion Sühnezeichen engagiert.

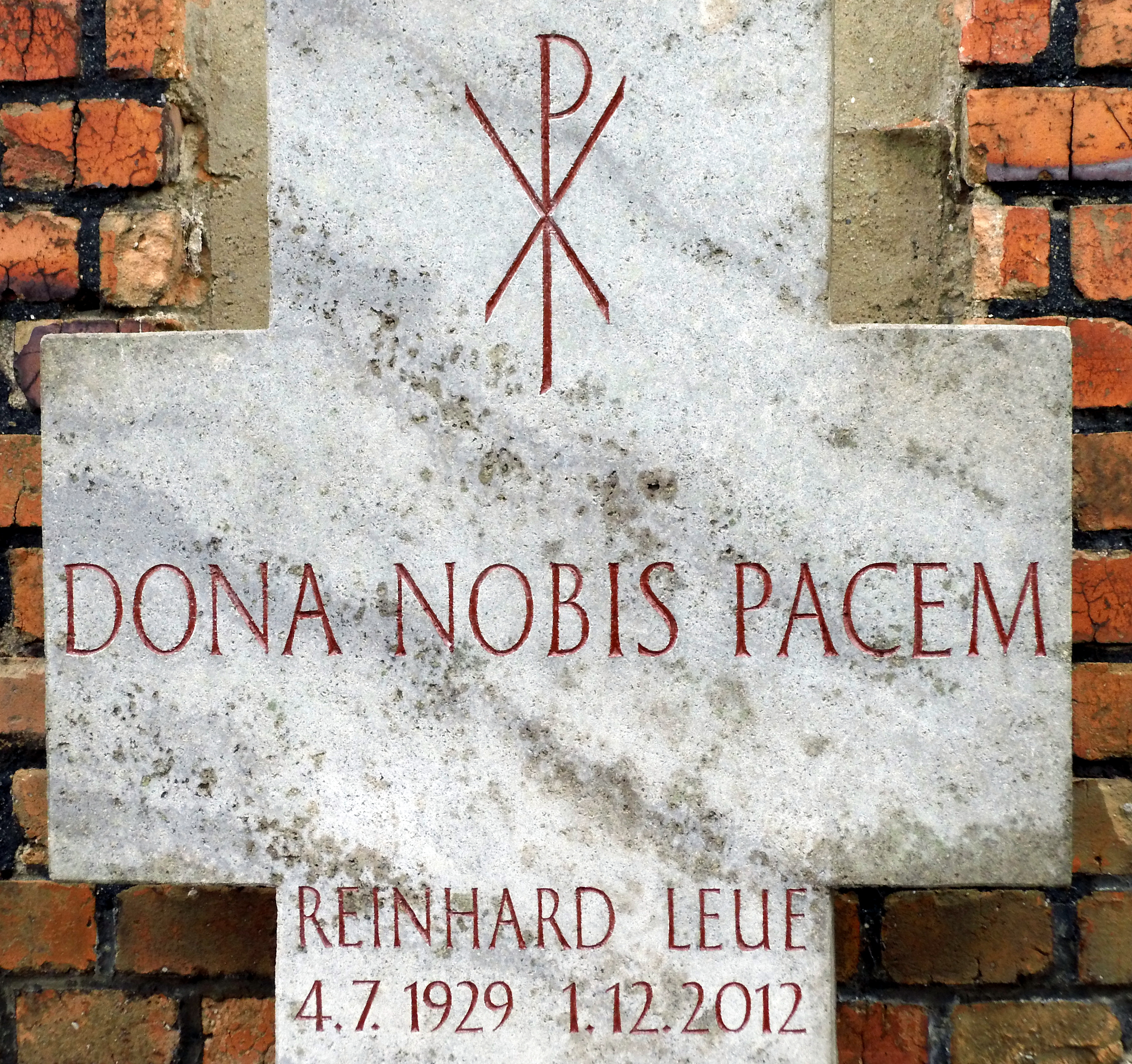
Grabkreuz für Reinhard Leue an der Friedhofsmauer des Friedhofs in Rothenburg/Oberlausitz

Leue verfasste überwiegend theologisch-zeitgeschichtliche Betrachtungen in Zeitungen. Nach eigener Aussage aus dem Jahr 2010 hat Reinhard Leue als Autor ab 1994 rund 1.000 Beiträge in Tageszeitungen, Kirchenzeitungen, Zeitschriften und Büchern veröffentlicht.
2006 trat er im Alter von 77 Jahren mit seinem ersten eigenen Buch in Erscheinung. Dieses und die folgenden Bücher wurden als Selbstpublikationen bei dem Dienstleister Engelsdorfer Verlag erstellt; die Manuskripte betreute in Leues Auftrag Holger Zürch.
Leue fühlte sich zeitlebens eng seiner Heimat Schlesien verbunden, dabei war ihm die Aussöhnung zwischen Polen und Deutschland eine Herzenssache. Zwei seiner Bücher sind in Deutsch und in Polnisch erschienen.
Reinhard Leue war seit 1958 verheiratet mit der Kinderärztin Johanna Leue, geborene Schille. Das Ehepaar hat drei Kinder.
Leue wohnte seit 1987 in Rothenburg/Oberlausitz, wo sich auch seine letzte Ruhestätte befindet.

## Werke
- Rhapsodie eines Sommers. Dresdener Novelle. Selbstverlag 2012, ohne ISBN
- Abschied ohne Rückkehr. Eine Erzählung zur deutsch-polnischen Geschichte / Pożegnanie bez powrotu. Opowieść na temat historii polsko-niemieckiej. Leipzig 2011, ISBN 978-3-86268-426-7
- Plädoyer für den Brief. Reinhard Leue über seine Korrespondenz mit Personen der Zeitgeschichte, so u. a. mit Thomas Mann, Theodor Heuss, Martin Luther King, Lothar Kreyssig, Richard von Weizsäcker, Avi Primor, Johannes Rau und Werner Krusche. Enthalten in (S. 358–408): Schlesische Memoiren, Festschrift zum 80. Geburtstag von Horst G. W. Gleiss, herausgegeben von Reinhard Leue, Rosenheim (Oberbayern) 2010, ISBN 978-3-921060-09-4
- Worum sich's dreht. Lyrik und Prosa für Advent und Weihnachten. Leipzig 2010, ISBN 978-3-86901-801-0
- Mein Pfarrer-Leben in der DDR. Ein Rückblick auf vier Jahrzehnte im Dienst der Evangelischen Kirche. Leipzig 2009, ISBN 978-3-86901-518-7
- Unterwegs zwischen Russland und Amerika. Abenteuerliche Reisen eines DDR-Bürgers zwischen 1945 und 1999. Leipzig 2009, ISBN 978-3-86901-431-9
- Wegmarken. Begegnungen mit für mich bedeutsamen Menschen des 20. Jahrhunderts. Leipzig 2009, ISBN 978-3-86901-195-0
- Meine schlesische Kindheit in Breslau. 26 persönliche Rückblenden. Leipzig 2008, ISBN 978-3-86703-943-7
- Gemeinsamer Neuanfang - Nowy pocza̜tek. Eine deutsch-polnische Begegnung in der Niemandszeit des Mai 1945. In deutscher und polnischer Sprache. Leipzig 2008, ISBN 978-3-86703-731-0
- Zum neuen Leben gehen. Ostergeschichten aus unseren Tagen. Leipzig 2007, ISBN 978-3-86703-324-4
- Gott kommt zur Welt. Weihnachtsgeschichten aus unseren Tagen. Leipzig 2006, ISBN 978-3-86703-022-9
- Der Weihnachtsbrief und andere Geschichten. Rothenburg (Oberlausitz) 1992, ohne ISBN

sowie als Autor und/oder Chronist von:
- Preisgegebene Menschen. Zwangslager und Judenghetto Zoar / Martinshof in Rothenburg 1941/42. Veröffentlicht auf S. 135–153 im Jahrbuch für Schlesische Kirchengeschichte Nr. 83, 2004 (ISSN 0075-2762) - auch als Sonderdruck-Broschüre (A5-Format) erschienen
- Die bitteren Jahre 1941/42. In: 100 Jahre Martinshof Rothenburg 1898 - 1998 (S. 31–35), herausgegeben von der Brüder- und Schwesternschaft Martinshof e.V., Martinshof Rothenburg Diakoniewerk. Rothenburg/Oberlausitz 1998 (S. 31–35)
- Zwei Schwestern an der Neiße - Beitrag mit historisch-chronistischem Hintergrund über Sänitz und Steinbach (Rothenburg/O.L.). Zweimal veröffentlicht: a) S. 59–64 in Erinnertes Erbe. Studien zur schlesischen und Oberlausitzer Kirchengeschichte, Band 8, Festschrift für Christian-Erdmann Schott. Herausgegeben von Dietrich Meyer, Verein für Schlesische Kirchengeschichte e.V., Herrnhut 2002, ISBN 3980795519[7] und b) S. 165–168 in Oberlausitzer Hausbuch 2001, Bautzen 2002, ISBN 3929091887[8]